# Onsjön, Ångermanland
Onsjön är en sjö i Strömsunds kommun i Ångermanland och ingår i Ångermanälvens huvudavrinningsområde. Sjön har en area på 4,13 kvadratkilometer och ligger 262 meter över havet. Sjön avvattnas av vattendraget Malmån.

## Delavrinningsområde
Onsjön ingår i det delavrinningsområde (707144-150820) som SMHI kallar för Utloppet av Onsjön. Medelhöjden är 297 meter över havet och ytan är 22,15 kvadratkilometer. Räknas de 10 avrinningsområdena uppströms in blir den ackumulerade arean 126,8 kvadratkilometer. Malmån som avvattnar avrinningsområdet har biflödesordning 4, vilket innebär att vattnet flödar genom totalt 4 vattendrag innan det når havet efter 154 kilometer. Avrinningsområdet består mestadels av skog (62 procent). Avrinningsområdet har 4,2 kvadratkilometer vattenytor vilket ger det en sjöprocent på 18,9 procent.